# 吉曲乡
吉曲乡，是中华人民共和国青海省玉树藏族自治州囊谦县下辖的一个乡镇级行政单位。

## 行政区划
吉曲乡下辖以下地区：
外户卡村、瓦堡村、多改村、山荣村牧委会、改多村、瓦江村、江麻村、巴沙村、瓦卡村、热多村牧委会和热买村牧委会。